# Acroricnus japonicus
Acroricnus japonicus es una especie de insecto perteneciente a la familia Ichneumonidae y al género Acroricnus. Fue descrita en 1970 por Setsuya Momoi.
No hay ninguna subespecie perteneciente a esta especie en Catalogue of Life.